# Región de Bolama
La región de Bolama es una región administrativa en el oeste de Guinea-Bisáu. Su capital es la ciudad de Bolama. Está formado por un archipiélago de islas situadas en el océano Atlántico, frente a la costa de la región de Quinara. Junto con esta última y con la región de Tombali forma la provincia de Sul (sur).

## Territorio y Población
La extensión de territorio de esta región abarca una superficie de 2.624 kilómetros cuadrados, mientras que la población se compone de unos 26.691 residentes (cifras del censo del año 2004). La densidad poblacional es de 10,2 por kilómetro cuadrado.

## Sectores
La región de Bolama se divide en cuatro sectores:
- Bolama
- Bubaque
- Caravela
- Uno

- Datos: Q151909